# Новопеределкино (платформа)
Новопереде́лкино — остановочный пункт Московской железной дороги. Находится в Москве на тупиковом однопутном ответвлении длиной 2,5 км от основной части станции Солнечная Киевского направления, является единственным остановочным пунктом на этом ответвлении. Расположен рядом с Родниковой улицей. Является ответвлением от основной линии МЦД-4, имеет обозначение .
Открыт для регулярного движения 1 августа 2013 года. Работают только поезда маршрута Солнечная — Новопеределкино. На маршруте ходят преимущественно пятивагонные составы. На платформе установлены турникеты.
Ответвление до платформы и сама платформа находятся в границах станции Солнечная.
С 2017 года до Новопеределкино началось движение современных электропоездов серии «Иволга» (ныне на линии вновь курсируют ЭД4М и ЭД4МКУ).

## История

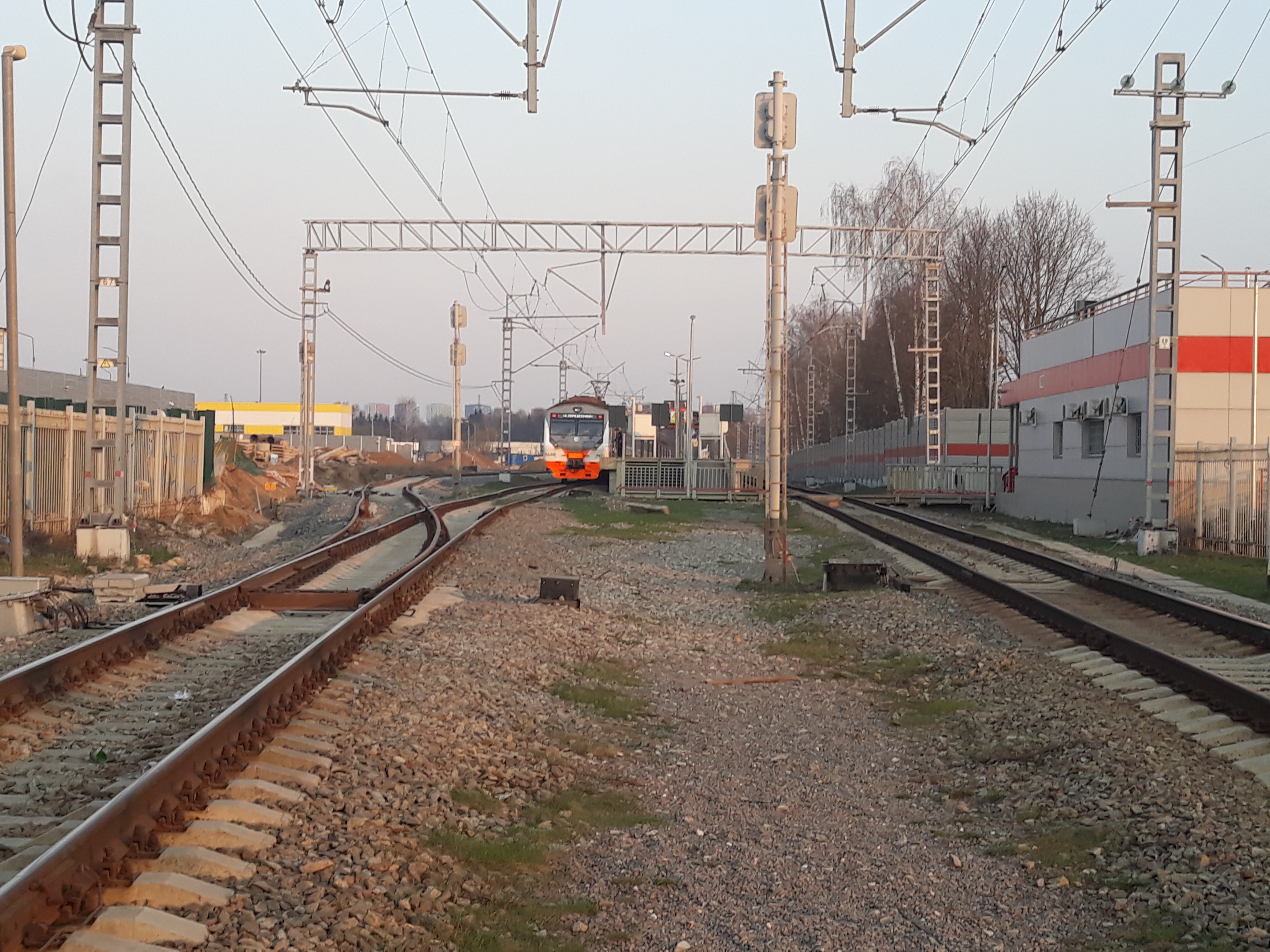
Вид со стороны перехода через ж/д пути

Строительство платформы началось в конце 2012 года на существующем неэлектрифицированном ответвлении, ранее используемом только в грузовых целях (ППЖТ). Заново переложен путь, коммуникации, проведена электрификация. Также была построена новая восточная боковая платформа на станции Солнечная для ответвления к Новопеределкино. На самой платформе Новопеределкино сделано два пути (фактически, разъезд). Подъездной путь продолжается далее без электрификации (два пути сходятся в один) примерно на 2 километра к разгрузочному сооружению (бывшее хранилище хлора Западной станции водоподготовки), не используется длительное время: рельсы ржавые, на переездах занесены песком. Также от места, где находится платформа, отходила короткая ветка на водопроводную станцию, при строительстве она была отрезана.
Открытие регулярного пассажирского движения изначально планировалось с 1 июня, с 1 июля, с 4 августа. За несколько дней до 1 августа была назначена реальная дата.
Строительство платформы позиционируется как частичное решение транспортных проблем жителей районов Солнцево и Ново-Переделкино, в то время как метро было проведено в эти районы в 2018 году. Несмотря на продление Солнцевской линии метро, парность движения городских электропоездов не уменьшилась, а с декабря 2018 года была незначительно увеличена. Рядом с платформой будет восстановлена существовавшая ранее и разрушенная при строительстве электродепо перехватывающая парковка для пассажиров, едущих с юго-запада по Боровскому и Киевскому шоссе.
Несмотря на то, что с появлением платформы доставка жителей прилегающих улиц в центр города упростилась, в результате возникли осложнения (в дополнение к и без того непростой ситуации) в движении транспорта по улицам Родниковая, Производственная, Новопеределкинская и Новоорловская, поскольку для проезда поездов перекрывается железнодорожный переезд на улице Производственной в непосредственной близости от места примыкания к ней улиц Родниковая и Новопеределкинская.
Перед станцией с левого пути от Солнечной имеется гейт в электродепо Солнцево.
До 12 декабря 2021 года поезда следовали от Киевского вокзала и обратно.

## Наземный общественный транспорт
На этой станции можно пересесть на следующие маршруты городского пассажирского транспорта:
- Автобусы: 343, 507, 734